# Kråkstasjön
Kråkstasjön är en sjö i Sundsvalls kommun i Medelpad och ingår i Ljungan-Gnarpsåns kustområde. Sjön är 3,7 meter djup, har en yta på 0,119 kvadratkilometer och är belägen 6,6 meter över havet.

## Delavrinningsområde
Kråkstasjön ingår i det delavrinningsområde (690822-158529) som SMHI kallar för Rinner mot Juniskär-Bergsfjärden. Medelhöjden är 27 meter över havet och ytan är 17,48 kvadratkilometer. Det finns inga avrinningsområden uppströms utan avrinningsområdet är högsta punkten. Avrinningsområdets utflöde mynnar i havet, utan att ha någon enskild mynningsplats. Avrinningsområdet består mestadels av skog (63 procent) och jordbruk (12 procent). Avrinningsområdet har 0,1 kvadratkilometer vattenytor vilket ger det en sjöprocent på 0,5 procent. Bebyggelsen i området täcker en yta av 3,63 kvadratkilometer eller 18 procent av avrinningsområdet.